# Mohammed Al-Nabhani
Mohammed Al-Nabhani (* 1. September 1985 in Kairo, Ägypten) ist ein omanischer Tennisspieler.

## Karriere
Al-Nabhani spielte auf der ITF Junior Tour schon je etwa 100 Matches im Einzel und Doppel auf eher unterklassigen Turnieren Grade 4 und Grade 5. Er erreichte dort Anfang 2003 mit Platz 182 seine beste Position in der Junior-Rangliste.
Bei den Profis spielte er nur sehr wenige Turniere. Auf der höchsten Turnierkategorie, der ATP World Tour trat er nur einmal in Erscheinung, als er von den Turnierverantwortlichen des Turniers in Dubai eine Wildcard für den Doppelwettbewerb bekam. Hier unterlag er mit seinem Partner Omar Awadhy zum Auftakt gegen Marcel Granollers und Dick Norman im Match-Tie-Break. Insgesamt wurde der Omaner nur 2006 im Einzel und 2003 bzw. 2010 im Doppel in der Tennisweltrangliste geführt.
Al-Nabhani spielte dafür umso mehr eine große Rolle in der omanischen Davis-Cup-Mannschaft, wo er mit einer Bilanz von 73:52 der Spieler mit den meisten Siegen im Einzel, Doppel und auch insgesamt seines Landes ist. Mit einer Unterbrechung zwischen 2014 und 2015 spielt er seit dem Jahr 2000 jedes Jahr für sein Land, was ebenfalls einen Rekord darstellt. Er war auch mitverantwortlich für die erfolgreichste Zeit der Mannschaft, als man 2008 und 2009 in der bislang für den Oman höchsten Kontinentalgruppe II spielte.